# Aphidius avenae
Aphidius caraganae, Aphidius crithmi, Aphidius granarius, Aphidius hungaricus, Aphidius pascuorum, Aphidius picipes, Bracon picipes
Espèce
Synonymes
- Aphidius caraganae Stary, 1963
- Aphidius crithmi Marshall, 1896
- Aphidius granarius Marshall, 1896
- Aphidius hungaricus (Gyorfi, 1958)
- Aphidius pascuorum Marshall, 1896
- Aphidius picipes (Nees, 1811)
- Bracon picipes Nees, 1811

Aphidius avenae est une espèce d'insectes hyménoptères de la famille des Braconidae, de la sous-famille des Aphidiinae et mesurant entre 3 et 5 mm. 

## Biologie
Cette guêpe parasitoïde est un endoparasite des pucerons polyphages. Elle parasite entre autres le puceron du pois (Acyrthosiphon pisum) et certains pucerons des céréales (Sitobion avenae, Metopolophium dirhodum, Rhopalosiphum padi). La femelle parasitoïde pond ses œufs dans le puceron (jusqu'à 150 œufs par femelle au cours de sa vie). L’œuf se développe à l’intérieur du puceron. Une dizaine de jours après le parasitisme, la larve d’Aphidius fixe le puceron sur la feuille et tisse un cocon dans le puceron pour former une momie.
Aphidius avenae est utilisé en lutte biologique contre les pucerons mais n'est que rarement commercialisé car d'autres espèces plus généralistes comme Aphidius ervi ou Aphidius colemani lui sont préférées.